# Clattanoia
«Clattanoia» es el segundo sencillo del grupo musical OxT. Fue lanzado por Kadokawa y Media Factory el 26 de agosto de 2015.

## Descripción general
El sencillo anterior del grupo «KIMERO!!« fue lanzado por primera vez en aproximadamente 3 meses antes. Este sencillo no fue producido por Pony Canyon, quien había publicado el trabajo anterior, sino que fue lanzado por Media Factory. También la canción principal fue usada como el tema de apertura del anime de televisión Overlord. El título de la canción «Clattanoia» es una palabra acuñada que combina las palabras paranoia y Clatter, que significa «sonido de traqueteo» en inglés, respectivamente.